# Vexin normando
El Vexin normando (en francés: Vexin normand) es una región natural de Francia, delimitado por los valles de los ríos Epte, Andelle y  Sena.

## Geografía
El Vexin normando se extiende por el nordeste del departamento del Eure y el sudeste del Sena Marítimo. Como su homólogo francés, se ubica sobre una meseta calcárea limitada al sur por los meandros del Sena, que la han socavado formando unos acantilados abruptos. Está rodeada por los valles principales, orientados N-S, del Epte que forma la frontera con el Vexin francés.
Algunas de las ciudades (capitales del cantón) más importantes son Les Andelys, Gisors, Fleury-sur-Andelle, Écouis, Étrépagny y Neaufles-Saint-Martin.
Los principales atractivos turísticos de Vexin se encuentran en Les Andelys con el castillo-Gaillard y en Lyons-la-Fôret, pintoresca villa normanda que se encuentra en el centro del bosque epónimo, uno de los más hermosos hayedos de Francia.

## Historia
En 911, el Vexin fue dividido en razón del Tratado de Saint-Clair-sur-Epte entre el Ducado de Normandía (Vexin normando), y el dominio real (Vexin francés).

## Patrimonio
- Gisors: colegiata de los Santos Gervasio y Protasio de Gisors (XI, XIII, XV-XV, destacadas decoraciones flamígeras y renacentistas, vitrales XVI; el château de Gisors (XI, XII, XV)
- Neaufles-Saint-Martin: (donjon)
- Les Andelys: colegiata Notre-Dame; Castillo-Gaillard
- Écouis: colegiata Notre-Dame (excepcional conjunto de escupturas inicios del XIV, realizadas a iniciativa de Enguerrand de Marigny, fundador de la colegiata)
- Giverny: Fondation Claude Monet ; Museo de los Impresionismos Giverny
- Fleury-la-Forêt: château
- Fourges: molino
- Forêt de Lyons
- Heudicourt: château
- Lyons-la-Forêt: halle, hôtel de ville
- Abadía de Mortemer
- Radepont: Abadía Notre-Dame de Fontaine-Guérard, Château de Bonnemare
- Vandrimare: jardines del château
- Vascœuil: museo Michelet

- Datos: Q3556446